# Филологические записки
«Филологи́ческие запи́ски» — русский частный научный журнал, «посвящённый изслѣдованіямъ и разработкѣ разныхъ вопросовъ по языку и литературѣ вообще — и сравнительному языкознанію, по русскому языку и литературѣ въ особенности — и по славянскимъ нарѣчіямъ»; издавался в Воронеже с 1860 по 1917 год под редакцией А. А. Хованского, а после его смерти — под редакцией дочерей и С. Н. Прядкина. Восстановлен в 1993 году.

## Журнал в XIX веке
«Филологические записки» были основаны учителем русской словесности воронежского Михайловского кадетского корпуса Алексеем Андреевичем Хованским на свои собственные средства, редакция журнала находилась в его собственном доме; выпускались шесть раз в год. Ключевыми исследовательскими направлениями журнала можно назвать: сравнительно-историческое языкознание, педагогика и методика преподавания родного языка, теория литературы, славянская мифология и др.  
В то время в России существовал только один подобный журнал с научно-педагогическим содержанием — журнал Министерства народного просвещения, который располагал всеми ресурсами, чтобы быть доминирующим изданием. Тем не менее журналу Хованского удалось привлечь к сотрудничеству «самые выдающиеся силы науки». В № 1 журнала Хованский писал:

Ручательством за достоинство и состоятельность какого бы то ни было периодического издания служит не место, где издается оно, и не имя издателя или редактора.

В журнале публиковались переводы трудов ведущих европейских и американских учёных, среди которых:
- Макс Мюллер;
- Эрнест Ренан;
- Георг Курциус;
- Август Шлейхер;
- Карл Беккер;
- Герман Брокгауз;
- Карл Гейзе;
- Ипполит Тэн;
- Джон Милль;
- Людовик Леже;
- Бертольд Дельбрюк;
- Ян Гебауэр;
- Юхан Лунделл;
- Отто Шрадер;
- Хейман Штейнталь;
- Вильгельм Фрейнд;
- Якоб Гримм;
- Вильгельм Ваккернагель;
- Август Гофман;
- Поль Мейер;
- Уильям Уитни;
- Абель Овелак;
- Шарль Тюро.

Отдельное место на страницах журнала было отведено переводам древних авторов Платона, Еврипида, Лукиана, Горация, Цицерона, Вергилия, Тацита, Теофраста; скандинавских поэтов Г. Х. Андерсена и А. Г. Эленшлегера. В журнале был опубликован один из первых переводов диалога Платона «Критон», считающегося античным образцом теории общественного договора.
С редактором журнала вели переписку и сотрудничали известные российские учёные и любители русской словесности:
- Я. К. Амфитеатров;
- А. И. Анастасиев;
- Н. Я. Аристов;
- А. Н. Афанасьев;
- А. С. Архангельский;
- Н. И. Барсов;
- И. А. Бодуэн де Куртенэ;
- В. А. Богородицкий;
- Р. Ф. Брандт;
- Е. Ф. Будде;
- А. С. Будилович;
- Н. Ф. Бунаков;
- Ф. И. Буслаев;
- М. М. Великанов;
- А. Н. Веселовский;
- А. Е. Викторов;
- В. И. Водовозов;
- П. П. Вяземский;
- М. Х. Григоревский;
- А. Д. Галахов;
- П. М. Гальковский;
- П. А. Гильтебрандт;
- К. Г. Говоров;
- Н. Н. Голицын;
- Я. Ф. Головацкий;
- Я. К. Грот;
- Н. К. Грунский;
- В. И. Даль;
- П. И. Житецкий;
- Н. П. Задерацкий;
- Ф. Ф. Зелинский;
- П. П. Иессен;
- Е. Г. Кагаров;
- Н. И. Кареев;
- А. И. Кирпичников;
- Л. З. Колмачевский;
- Д. Н. Корольков;
- А. А. Котляревский;
- А. А. Кочубинский;
- П. А. Кулаковский;
- Ю. А. Кулаковский;
- Н. А. Лавровский;
- П. А. Лавровский;
- М. Н. Лонгинов;
- В. В. Макушев;
- А. И. Маркевич;
- В. И. Межов;
- Н. Д. Мизко;
- Ст. П. Микуцкий;
- О. Ф. Миллер;
- В. И. Миропольский;
- Д. И. Нагуевский;
- Г. П. Павский;
- В. Ф. Певницкий;
- В. В. Плотников;
- М. Г. Попруженко;
- А. А. Потебня;
- П. Н. Полевой;
- С. И. Пономарев;
- А. В. Попов;
- И. Г. Прыжов;
- В. Ф. Ржига;
- А. И. Смирнов;
- А. И. Соболевский;
- М. А. Соколов;
- И. И. Срезневский;
- А. И. Степович;
- М. И. Сухомлинов;
- П. А. Сырку;
- Н. Ф. Терновский;
- М. Г. Халанский;
- Д. В. Цветаев;
- А. Н. Чудинов;
- В. И. Шерцль;
- Д. О. Шеппинг;
- В. П. Шереметевский;
- И. В. Ягич;
- Г. А. Янчевецкий и др.

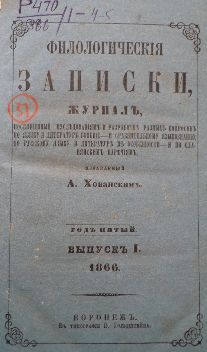
«Славянский формат» журнала, 1866

Первыми сотрудниками журнала были сослуживцы Хованского по Михайловскому кадетскому корпусу — П. В. Малыхин, М. Ф. Де-Пуле, К. Г. Говоров, В. А. Половцов, Н. Ф. Бунаков. Задача Хованского — установить связь между столичными академиками и провинциальными учителями, создать платформу для популяризации новейших достижений филологии, — увенчалась успехом.
В XIX веке «Филологические записки» получили не только общероссийскую известность: журнал выписывали ведущие европейские университеты Парижа, Лейпцига, Праги, Загреба, Берлина, Йены, Вены, Граца, Уппсалы, Страсбурга, а также и Америки. Большой интерес к журналу был в славянских странах — в нём систематически помещались материалы по вопросам языка и литературы украинского, болгарского, сербского, чешского и других славянских народов: «Излюбленным предметом Хованского был русский язык и вообще славянщина». Журнал Хованского утверждал, что «безъ изучения старо-церковно-славянского языка невозможно понимание многихъ явлений современного русского языка, вообще изученіе его».
С 1866 года в журнале был открыт раздел «Славянский вестник», где публиковались исследования по актуальным проблемам славистики. «Славянский вестник» стал «первым в русской литературе опытом — дать в специальном издании исключительное место изучению Славянской литературы, старины и народности». В 1860 году журнал был посвящён исследованию только русского языка, а с 1866 года — всех славянских наречий, сравнительному языкознанию.
Вопрос о «постановке русского языка» А. А. Хованский всегда считал «самым жгучим вопросом», поэтому «Филологические записки» постоянно развивали и отстаивали свои главные принципы и методы преподавания, которые, по мнению авторов журнала, заключались в тесной связи учебного процесса с новыми научными достижениями, а также в модернизации устаревших приёмов школьной работы.
В 1869 году Санкт-Петербургское филологическое общество выбрало журнал официальным печатным органом для заявления о начале своей деятельности. До открытия в 1879 году в Варшаве «Русского филологического вестника» воронежский журнал оставался единственном в России специальным периодическим изданием, посвящённым вопросам филологической науки и преподавания русского языка и литературы.

«Филологические записки» долгое время были единственным русским филологическим журналом: в нём находили место работы всех лучших русских филологов, на его страницах пробовали свои силы молодые ученые. Если русский язык в истории своего новейшего развития обязан новейшим художникам слова, то русская филологическая наука, раскрывающая богатство и силу русской речи, русского слова, многим обязана журналу.
— П. А. Кулаковский

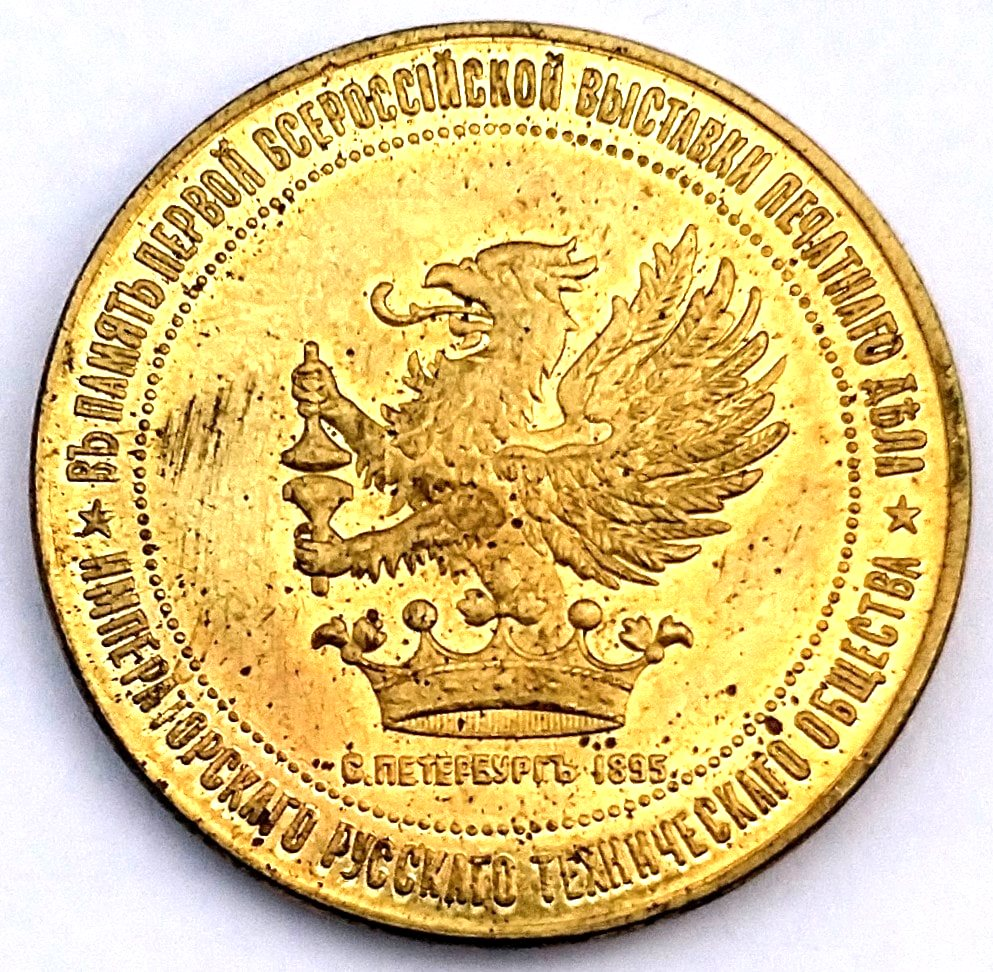
Золотая медаль 1-й Всероссийской выставки печатного дела

В 1895 году журнал А. А. Хованского был удостоен золотой медали на 1-й Всероссийской выставке печатного дела, а с 1898 года Главным управлением по делам печати было разрешено издавать «Филологические записки» без предварительной цензуры; этой привилегией журнал пользовался даже в революционные годы. Из двух концепций модернизации российского общества Хованский выбрал просвещение взамен революционного насилия.
С 1917 году журнал временно прекратил своё существование. В советское время, в годы доминирования марризма и опалы сторонников сравнительного языкознания, журнал подвергся изрядной доле критики, в частности, за «игнорирование марксистского закона единства и борьбы противоположностей в общественной жизни», «за эклектизм». Редактор журнала, напротив, всю свою жизнь исповедовал иные ценности:

Хованский не был ни «либералом», ни «консерватором» и т. п., — это был в высшей степени человечный, глубоко верующий в Бога…, доброжелательно расположенный к людям и отзывчивый на все истинно доброе человек.
— С. Н. Прядкин

### Значение журнала
«Филологические записки» — одно из самых авторитетных изданий такого рода в российской науке о языке, журнал высокой лингвистической культуры, который насчитывает более трёхсот номеров, содержащих более двух тысяч статей:

Строго преследуя намеченную цель программы: по сравнительному языкознанию, классицизму, филологии, славистике, русскому языку, словесности, поэзии, истории и литературе, вопросам воспитания и преподавания родного языка, Редакция чутко следила за каждым новым проявлением в педагогическом и школьном деле, стараясь по возможности отвечать на все требования — современной статьёй.

Наибольшее значение журнал имел в ранний период своего существования, в XIX веке, пока он был единственным научным филологическим журналом до появления «Русского филологического вестника» и «Известий отделения русского языка и словесности Академии наук».

Даже беглый перечень материалов, опубликованных на страницах воронежского журнала, свидетельствует, что без знакомства с содержанием «Филологических записок» невозможно получить полного представления об изучении проблем русской и зарубежной литератур в дореволюционном литературоведении

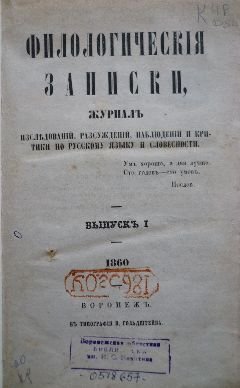
«Филологические записки», первый выпуск, 1860

По словам Н. К. Михайловского, «вся история новейшей русской литературы есть собственно история журналистики».
Переводческая и популяризаторская деятельность редакции «Филологических записок» в период 1860—1890-х годов была исключительно важной для развития языкознания в России, для знакомства широких кругов русских филологов с зарубежным языковедением. Об этом свидетельствует тот факт, что до 1865 года, кроме тех переводов которые были выполнены журналом, в России имелось только четыре перевода работ иностранных филологов:
- В. фон Гумбольдта, предисловие к книге «О языке острова Кави», перевод П. С. Билярского;
- статьи Х. Штейнталя, опубликованные П. С. Билярским в «Известиях» Академии наук;
- лекции М. Мюллера в «Библиотеке для чтения»;
- «Теория Дарвина в применении к науке о языке» А. Шлейхера[11].

Большое влияние «Филологические записки» оказали на становление сравнительно-исторического языкознания. Российская компаративистика развивалась в XIX веке значительнейшим образом в журнале Хованского.

Издание «Филологических Записок» в Воронеже — значительное явление в русской журналистике. Созданные в 1860 г., они были в течение долгого времени единственным в России журналом, на страницах которого развивалась филологическая наука.

Российская филология — молодая отрасль науки о языке. Слово «филология» вообще не встречается у М. В. Ломоносова, но оригинально обсуждается у В. К. Тредиаковского: «… полуденного солнца яснее, что вся вообще филология … самою вещию есть токмо что элоквенция», которая «управляет, умножает, утверждает…, повсюду сияет и объединяет все науки и знания, ибо все они токмо чрез элоквенцию говорят». Словесные науки стали именоваться «филологическими» только в середине XIX века. Сначала был назван историко-филологическим факультет СПбГУ (до 1850 года — факультет исторических и словесных наук), потом К. П. Зеленецкий написал «Введение в общую филологию» (1853). Но все эти события касались только малой части исследователей, а популяризация филологии и внедрение научных достижений в широкие массы связаны именно с журналом Хованского.
В середине XIX века слово «филология» не было особенно популяризовано в России, но благодаря журналу это слово распространилось в научном обиходе, в связи с чем Воронеж величали «филологическим» городом:

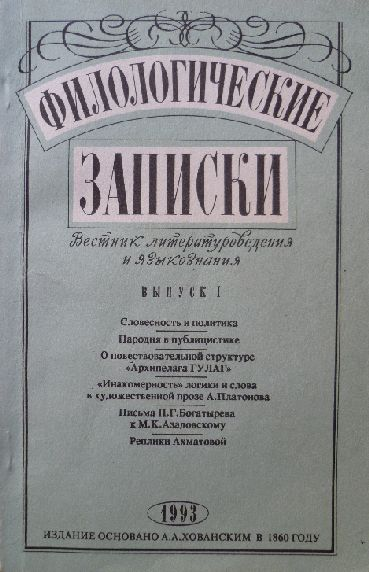
Возрождённый журнал, 1993

Пишущему эти строки приятно было в 80-х г. слышать от своих профессоров С.-П.Б. унив., светил науки, похвал. отзыв о Воронеже: в 80-х годах общение между профессорами и студентами было ближе. В беседах по разн. вопросам приходилось касаться и родных городов. И вот, между прочим, шла беседа о говорах русских. Мне пришлось назвать особен. некотор. говоров, подмеченных мною в нашей губернии. И вот в это-то время один профессор спрашивает: «А вы откуда? — Из Воронежа. А, из „Филологическаго“ города»!

«Филологические записки» содержат материалы, не утратившие научной ценности и в настоящее время. До революции они выполняли патриотическую задачу — развитие науки в России, призывали всех лиц, преданных науке, к объединению «во имя родного слова». В. А. Виноградов так оценил вклад журнала в развитие филологии:

«Филологические записки» — это действительно один из лучших журналов по филологии в дореволюционной России. Он сыграл важную роль в развитии российской лингвистики и заслуживает не только почтительного упоминания, но и серьёзного чтения и в наши дни.

### Методика «Живое слово»

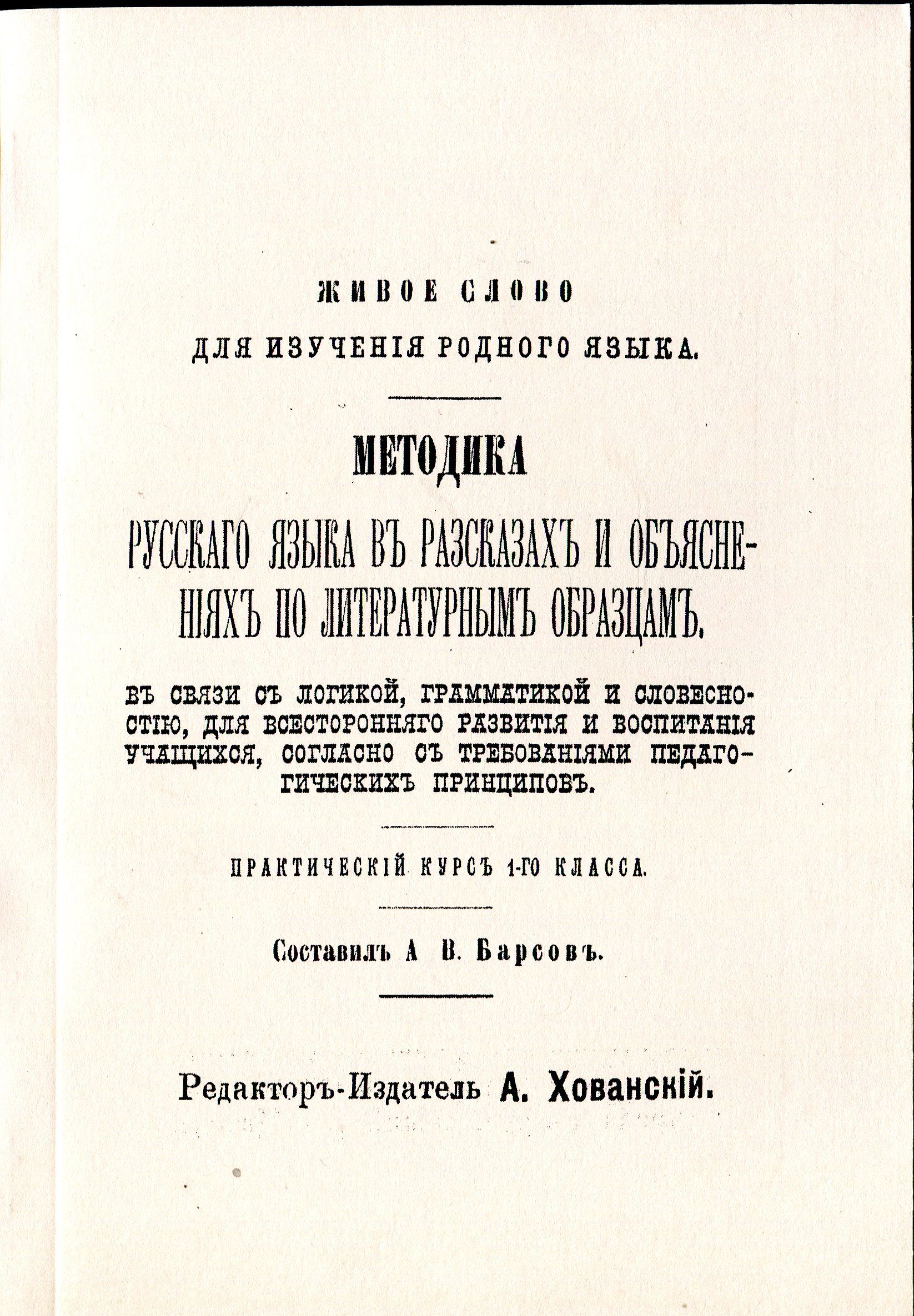
Отдельное издание методики «Живое слово»

На страница журнала впервые была опубликована эвристическая методика интеллектуального и нравственного развития «Живое слово», составленная А. В. Барсовым на основании многочисленных материалов, публиковавшихся в «Филологических записках», начиная с первых номеров журнала. Девизом этой методики стала крылатая латинская фраза viva vox docet, а появление самой метафоры живое слово в русском литературном языке связано с переводом текстов Нового завета с церковнославянского на русский язык. Публикация методики «Живое слово» открыло новый этап в развитии отечественной педагогической мысли и стало продолжением традиций, заложенных Ф. И. Буслаевым в книге «О преподавании отечественного языка» и К. Д. Ушинским в учебнике «Родное слово», ориентированном на обучение детей младшего возраста; тогда как «Живое слово» было предназначено для средней школы. В новейшее время «Живое слово» представляется как антропологическая инициатива российского образования.

## Журнал в ХХ—XXI веках

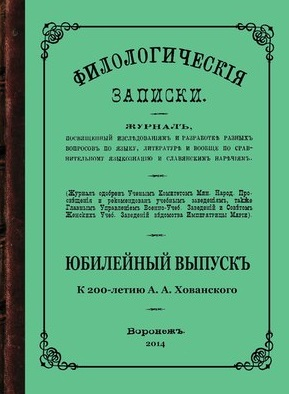
Юбилейный выпуск, 2014

В 1961 году на базе Воронежского государственного университета состоялась научная конференция, посвящённая 100-летнему юбилею журнала, итоги которой были опубликованы в 1963 году в сборнике «Материалы по русско-славянскому языкознанию».
В 1971 году была предпринята попытка восстановить журнал как серийное издание по литературе и фольклору; в свет вышло два номера, первый из которых был посвящён юбилею воронежского поэта А. В. Кольцова. В состав редколлегии вошли доктор филологических наук С. Г. Лазутин и кандидат филологических наук О. Г. Ласунский.
В 1993 году журнал был восстановлен под эгидой филологического факультета Воронежского государственного университета. В настоящее время издание представляет собой вестник литературоведения. До 1996 года О. Г. Ласунский, затем В. А. Свительский возглавляли журнал в должности редактора; с 2005 года изданием руководит А. А. Фаустов.
3 октября 2014 года состоялась международная научно-практическая конференция «Сопоставительная и славянская филология: история, состояние, перспективы», организованная Фондом им. А. Хованского на базе ВГУ и посвящённая 200-летнему юбилею первого редактора-издателя «Филологических записок». Результатом работы конференции стал юбилейный выпуск журнала, составленный из статей по темам, соответствующим разделам дореволюционного журнала: по теории и философии языка, лингвокультурологии и культуре речи, педагогике и методикам преподавания, славяноведению, литературоведению и искусствоведению. В публикациях сборника приняли участие 17 докторов наук, среди которых член-корреспондент РАН В. М. Алпатов, З. Д. Попова, С. Г. Тер-Минасова, Г. Ф. Ковалев, Л. М. Кольцова, Н. Ф. Алефиренко, И. А. Стернин, академик ПАНИ Л. А. Константинова, академик РАЕН М. Р. Желтухина, 34 кандидата наук, 7 аспирантов, 3 магистранта и один независимый исследователь.
8-10 апреля 2021 года в библиотеке им. И. С. Никитина в смешанном формате прошла международная научно-практическая конференция «Язык, мышление, цифровизация», посвященная 160-летию журнала. В работе конференции приняли участие учёные из 16 стран: Армении, Беларуси, Великобритании, Вьетнама, Грузии, Ирака, Ирана, Ирландии, Канады, Китая, Польши, России, Сирии, США, Чехии и Украины. Среди авторов сборника наряду с заслуженными деканами факультетов и заведующими кафедрами, докторами и кандидатами наук — молодые аспиранты и магистранты, учителя школ и независимые исследователи, другими словами — международная креативная научная элита, включая и предэлиту. Результатом работы конференции стал выпуск сборника статей по темам, соответствующим разделам журнала А. А. Хованского.